# Haute Svanétie
La Haute Svanétie (en géorgien : ზემო სვანეთი, Zemo Svaneti) est une région de Géorgie faisant partie de la Svanétie.
La région couvre une vallée alpine du cours supérieur de la rivière Ingouri et s'étend sur 3 154 km2. La Haute Svanétie est située entre 42°48' et 43°15' N. de latitude et entre 42°00' et 43°00' de longitude est.
Au nord et à l'est, la Haute Svanétie est bordée par la chaîne principale du Caucase avec notamment les hauts sommets de Shkhara, Ouchba, Tetnouldi, le long desquels passe la frontière de la Géorgie avec la Russie (Kabardino-Balkarie). 
De l'ouest, la région est séparée des gorges de Kodori par la crête de Khurum.
La Haute Svanétie est connue pour ses trésors architecturaux et ses paysages pittoresques, parmi lesquels se distinguent particulièrement les tours résidentielles, construites principalement aux IXe et XIIe siècles. D'anciennes églises orthodoxes en pierre sont également préservées.

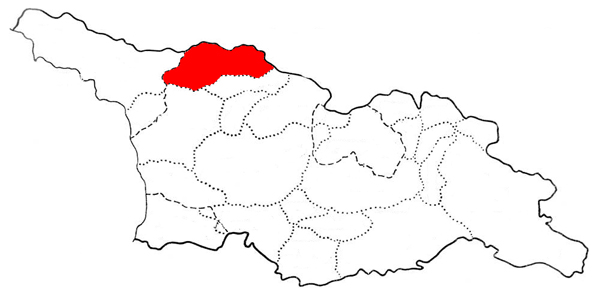
La Haute Svanétie sur la carte de Géorgie.

La Haute Svanétie est reprise dans la liste des sites du patrimoine mondial de l'UNESCO.
Sur le plan administratif, la Haute Svanétie fait partie de la région Mingrélie-et-Haute-Svanétie avec comme centre le village de Mestia.